# Lombach (Äschlisbach)
Der Lombach ist der rund 4 Kilometer lange, nordwestliche und rechte Quellbach des Äschlisbachs im Schweizer Kanton Luzern. Er ist ein Teil von dessen hydrologischem Hauptstrang und ein mittelsteiles, mittleres Fliessgewässer der montanen, karbonatischen Alpennordflanke.

## Geographie

### Verlauf
Der Lombach entsteht auf 1093 m ü. M. unterhalb des Turners (1215 m ü. M.) und oberhalb von Escholzmatt, wo zwei rund 150 Meter lange Quellbäche zusammenfliessen, welche jeweils in zwei Quellen entspringen. Er fliesst anfangs in südwestliche Richtung durch das im oberen Teil enge, unerschlossene und dicht bewaldete Lombachtal, welches im obersten Abschnitt daher auch Lombachängi (Lombachenge) genannt wird. Beim Hof Lombachgräbli wird das Tal breiter, und er durchfliesst nun landwirtschaftliche Fläche, welche von bewaldeten Hügeln umsäumt wird. Der Bach wendet sich in einem Bogen Richtung Osten und passiert dabei die Höfe Hinter- und Mittlerlombach sowie Lombach und Grabenhof, ehe er Escholzmatt erreicht.
Hier wendet er sich gegen Südwesten und durchfliesst den südlichen Dorfteil. Bei Längried, kurz nach Escholzmatt, fliesst er mit dem Alpbach zum Äschlisbach zusammen.

### Einzugsgebiet
Der Lombach entwässert ein 4,49 Quadratkilometer grosses Gebiet im oberen Entlebuch über den Äschlisbach, die Ilfis, die Emme, die Aare und den Rhein zur Nordsee.
Es besteht zu 49,4 % aus bestockter Fläche, zu 47,1 % aus Landwirtschaftsfläche, zu 2,7 % aus Siedlungsfläche und zu 0,9 % aus unproduktiven Flächen.
Die Flächenverteilung
Die mittlere Höhe des Einzugsgebietes beträgt 1046,5 m ü. M.

### Zuflüsse
- Bleuelgraben (rechts), 0,7 km
- Schlifbach (rechts), 0,7 km
- Holderegraben (links), 1,0 km
- Holderegraben (links), 1,7 km, 0,8 km²

## Hydrologie
Beim Zusammenfluss des Lombachs mit dem Alpbach zum Äschlisbach beträgt seine modellierte mittlere Abflussmenge (MQ) 130 l/s. Sein Abflussregimetyp ist nivo-pluvial préalpin, und seine Abflussvariabilität beträgt 20.